# Spyker E8
El Spyker es un modelo de futura producción de la compañía holandesa Spyker.
El E8 es un sedán V8, presentado por primera vez en el salón de Ginebra de 2008.
Este coche fue diseñado para competir con otros grandes coches deportivos de lujo como el Aston Martin Rapide o el Porsche Panamera. Probablemente este coche venga con un motor más potente, llamándose así, Spyker E12.